# کوتو آبه
کوتو آبه (ژاپنی: 阿部 航斗؛ زادهٔ ۱ اوت ۱۹۹۷) یک بازیکن فوتبال اهل ژاپن است.
از باشگاه‌هایی که در آن بازی کرده‌است می‌توان به باشگاه فوتبال آلبیرکس نیگاتا اشاره کرد.